# Adrián Paz
Adrián Gustavo Paz (Montevideo, 9 september 1968) is een voormalig  profvoetballer uit Uruguay. Hij speelde als aanvaller en beëindigde zijn actieve carrière in 2000 bij CA Bella Vista. Paz verdiende zijn brood als profvoetballer in Uruguay, Argentinië, Engeland, China en Verenigde Staten.

## Interlandcarrière
Paz speelde in totaal tien interlands voor zijn vaderland Uruguay, en scoorde drie keer voor de Celeste. Hij maakte zijn debuut voor de nationale ploeg op 30 april 1992 in de vriendschappelijke thuiswedstrijd tegen Brazilië (1-0), net als Luis Barbat (Liverpool FC), Luis Carlos Sánchez (CA Peñarol), Walter Peletti (CA Huracán), Hugo Guerra (Club Gimnasia y Esgrima) en Fernando Kanapkis (Club Nacional). Hij nam in dat duel de enige treffer voor zijn rekening. Hij nam met zijn vaderland in 1993 deel aan de strijd om de Copa América in Ecuador, waar de ploeg in de kwartfinales werd uitgeschakeld door  Colombia na strafschoppen.
| Interlanddoelpunten | Interlanddoelpunten | Interlanddoelpunten | Interlanddoelpunten  | Interlanddoelpunten | Interlanddoelpunten | Interlanddoelpunten | Interlanddoelpunten |
| #                   | Datum               | Locatie             | Wedstrijd            | Goal(s)             | Score               | Uitslag             | Wedstrijd           |
| ------------------- | ------------------- | ------------------- | -------------------- | ------------------- | ------------------- | ------------------- | ------------------- |
| 1                   | 30/04/1992          | Montevideo          | Uruguay – Brazilië   | 70'                 | 1 – 0               | 1 – 0               | Oefeninterland      |
| 2                   | 04/07/1992          | Montevideo          | Uruguay – Ecuador    | 56'                 | 2 – 0               | 3 – 1               | Oefeninterland      |
| 3                   | 02/08/1992          | Montevideo          | Uruguay – Costa Rica | 42'                 | 2 – 0               | 2 – 1               | Oefeninterland      |